# Tignes
Tignes este o comună din estul Franței, situată în departamentul Savoie, în regiunea Ron-Alpi. Este o importantă stațiune montană, ce formează împreună cu comuna vecină Val-d'Isère un important domeniu schiabil. 
1. ↑  répertoire géographique des communes, accesat în 26 octombrie 2015
2. ↑  dataset of postal codes in France, 1 octombrie 2018